# Anita Thigpen Perry

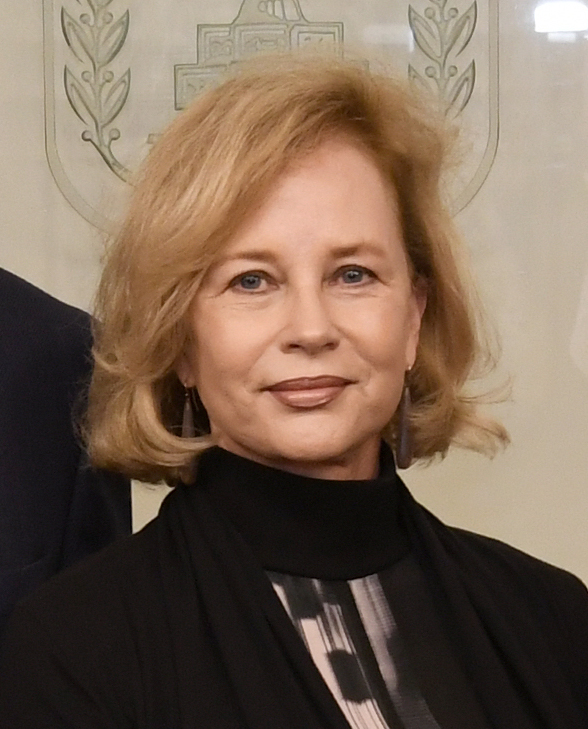
Anita Thigpen Perry (2019)

Anita Thigpen Perry (* 1952 in Haskell, Texas) ist eine US-amerikanische Krankenschwester.

## Leben und Werdegang
Perry ist die jüngste Tochter des Hausarztes Joseph Eltidge Thigpen, gebürtig aus Bay Springs, Mississippi, und der Hausfrau Beunis Fay Ratliff. Sie ist seit 1982 mit dem ehemaligen texanischen Gouverneur Rick Perry verheiratet, den sie in der High School kennenlernte.
Sie verbrachte ihr erstes Studienjahr an der Texas Tech University, wechselte aber, da es dort damals noch kein Pflegeprogramm gab, an die West Texas State University in Canyon, wo sie 1974 einen Bachelor-Abschluss in Pflege erhielt. Anschließend erwarb sie einen Master of Science in Pflege am University of Texas Health Science Center in San Antonio. Sie arbeitete in der Pflege, unter anderem in der Chirurgie, Pädiatrie, Intensivpflege, Verwaltung und als Beraterin und unterrichtete Krankenpflege an der West Texas State University. Sie trat nach fast einem Jahrzehnt als Dekanin der Fakultät für Pflegeausbildung der Universität 2010 zurück.
Perry wurde im Jahr 2000 First Lady von Texas, als Rick Perry nach dem Rücktritt des designierten Präsidenten George W. Bush Gouverneur wurde. Zuvor war er zwei Jahre lang Vizegouverneur. Während ihrer Zeit als First Lady von Texas beeinflusste sie maßgeblich seine Entscheidung, in der Präsidentschaftswahl 2012 zu kandidieren und eine Impfpflicht für Sechsklässlerinnen gegen den Humane Papillomviren anzuordnen. Die Impflicht führte im Wahlkampf zu Angriffen von seinen Mitbewerbern Michele Bachmann und Rick Santorum. Sie setzte sich außerdem für Opfer von Vergewaltigungen und sexuellen Missbrauch und die Verbesserung der Gesundheitsversorgung ein. Auch bei Perrys zweiter Präsidentschaftskandidatur 2016 war sie an Strategieentscheidungen der Wahlkampagne beteiligt.
Im Oktober 2000 veranstalteten sie und Rick die erste Texas Conference for Women, die seitdem jährlich stattfindet. Die Konferenz behandelt Themen wie berufliche Entwicklung, Gesundheitsversorgung und persönliches Wachstum.
Das Health Sciences Center der Texas Tech University benannte seine Krankenpflegeschule am 22. August 2008 zu Perrys Ehren um. Außerdem wurden zwei Stiftungen für Krankenpflege in ihrem Namen eingerichtet: die Anita Thigpen Perry Nursing Excellence Scholarship an der West Texas A&M University und das Anita Thigpen Perry Endowment an der University of Texas in San Antonio. 2014 wurde die in die Texas Women’s Hall of Fame aufgenommen.